# 石川資章
石川 資章（いしかわ もとあき、1967年4月7日 - ）は、兵庫県出身の医師でレーシングドライバー。現在、モナコ在住。

## プロフィール
- 身長： 166cm
- 体重： 74kg
- 血液型： Rh+A型
- 最終学歴：神戸大学医学部卒業
- 趣味：読書

## モータースポーツ

### F4/FD/耐久
当初はロータスカップなどへ参戦していた。2004年のF4西日本シリーズ第3戦TIラウンドにて、37歳でフォーミュラレースデビュー。その後2005年は、F4にスポット参戦しながらフォーミュラ・ドリームのドライバー・オーディションに合格し（このシリーズを戦うためには事前に審査が行われ合格しなければならない）、フル参戦を果たしている。2006年もF4にスポット参戦する傍ら、全日本スポーツカー耐久選手権に挑戦した。

### F3
2007年は、40歳で全日本F3選手権に参戦。「親父の挑戦」として開幕前に話題を集めた（チームも新規参戦のSHION FORMULA LTD.）。若手ドライバーが上級カテゴリーを目指して戦う全日本F3において、史上最高齢記録であった。シーズン開幕当初は周回遅れになることもあったが、第3戦以降はトップと同一周回でレースを終えることが多くなり、第16戦仙台ラウンドでは、8位に入賞し初ポイント（3ポイント）を獲得した。
以後ポイントを重ね、全20戦中19戦で完走を果たしシリーズ12位（10ポイント獲得）でシーズンを終えた。シーズン開幕前に目標をインタビューされた時に「若手ドライバーの2秒落ち以内で走りたい」と答えており、この目標は達成されたと言ってよく、完走率の高さと相まって健闘したと評価されている。2011年も全日本F3選手権Nクラスに参戦し、若手プロドライバーに伍して2ポイントを獲得した。

### フェラーリ・チャレンジ
2011年以降はフェラーリ・チャレンジ・アジアパシフィック選手権に参戦し、初年度より入賞を果たし、2012年度の日本ラウンド（鈴鹿サーキット）やアブダビラウンド（ヤス・マリーナ・サーキット）での総合2位入賞を含む複数回の表彰台を獲得しているほか、多数の入賞を果たした。

### GT選手権
その後はフェラーリのセミワークスチームであるAFコルセに所属し、2015年11月には元スクーデリア・フェラーリのF1ドライバーのジャンカルロ・フィジケラとミケーレ・ルゴロをチームメイトに、フェラーリ・458GT3をドライブしヴァレルンガ6時間レース参戦しクラス優勝、総合2位入賞を飾った。
2016年には同じメンバーでフェラーリ・488GT3をドライブし、ブランパンGTシリーズやFIA 世界耐久選手権に参戦した。ブランパンGTシリーズの開幕戦はPRO-AMクラスで2位、総合でも10位に入った。
2017年も、元ラルースF1ドライバーで、ル・マン24時間レースでの複数回の優勝経験もあるオリビエ・ベレッタらと、ブランパン耐久選手権とイタリアGT選手権にAFコルセから参戦した。

### WEC
2018年より、日本国籍のチーム『MRレーシング』を率いてFIA 世界耐久選手権（WEC）にシーズン参戦する。2019年/2020年は引き続きフェラーリ・488 GTEをオリビエ・ベレッタと、ベレッタと同じく元F1ドライバーのエディ・チーバーの息子のエディ・チーバー3世とともにドライブする。新車488 GTE Evoで、かつチーバー3世に代わりケイ・コッツォリーノがドライブしたシルバーストン4時間レースで、3位に入賞する活躍を見せた。

## レース戦績
- 2004年 - F4西日本選手権シリーズ＜Rd.3,5,6に出場＞（#16 スクーデリアコルセ956／WEST956）
- 2005年
  - フォーミュラ・ドリーム（#7 スクーデリアコルセFD／FD-03 H22A）
  - F4西日本選手権シリーズ＜スポット参戦Rd.1&4＞（#16 スクーデリアコルセ056／WEST056）
  - 新春 鈴鹿ゴールデントロフィーレース・ネオヒストリックカークラス（#8 スクーデリアカドウェル／カドウェル）（決勝8位）
- 2006年
  - F4日本一決定戦（#16 メビオ・甲有会スクーデリアコルセ006／WEST006）（決勝18位）
  - F4西日本選手権シリーズ＜スポット参戦Rd.6＞（#16 メビオ・スクーデリアコルセ006／WEST006）（決勝8位）
  - 全日本スポーツカー耐久選手権・SP2クラス＜スポット参戦Rd.2&3＞（#15 真神パワーADVANミストRS倶楽部／SK5.2）
- 2007年 - 全日本F3選手権シリーズ（SHION FORMULA LTD. #16 Mainte・ShiOnFmu／ダラーラF306 3S-GE）（シリーズ12位）
- 2011年
  - 全日本F3選手権シリーズNクラス＜スポット参戦Rd.1〜9＞（コルサ･スクーデリア F306／ダラーラF306 3S-GE）（シリーズ8位）
  - フェラーリ・チャレンジ・アジアパシフィック（#33 トロフェオ・ピレリ、最高位3位）
- 2012年 - フェラーリ・チャレンジ・アジアパシフィック（#33 トロフェオ・ピレリ、最高位2位）
- 2013年 - フェラーリ・チャレンジ・アジアパシフィック（#33 トロフェオ・ピレリ、最高位2位）
- 2014年 - フェラーリ・チャレンジ・アジアパシフィック（#33 トロフェオ・ピレリ、スポット参戦）
- 2015年 - ヴァレルンガ6時間レース（総合2位、クラス優勝）
- 2016年 - ブランパンGTシリーズ（AFコルセ/フェラーリ・488GT3）
- 2017年
  - ブランパンGTシリーズ（AFコルセ/フェラーリ・488GT3）
  - イタリアGT選手権（AFコルセ/フェラーリ・488GT3）
- 2018年 - 2019年 FIA 世界耐久選手権（MRレーシング/フェラーリ・488GTE）
- 2020年- FIA世界耐久選手権

### 全日本フォーミュラ3選手権
| 年     | チーム             | エンジン | クラス | 1       | 2       | 3       | 4       | 5       | 6       | 7       | 8       | 9       | 10      | 11      | 12       | 13      | 14      | 15      | 16     | 17      | 18     | 19     | 20     | 順位 | ポイント |
| ------ | ------------------ | -------- | ------ | ------- | ------- | ------- | ------- | ------- | ------- | ------- | ------- | ------- | ------- | ------- | -------- | ------- | ------- | ------- | ------ | ------- | ------ | ------ | ------ | ---- | -------- |
| 2007年 | SHION FORMULA LTD. | トヨタ   |        | FSW1 10 | FSW2 11 | SUZ1 11 | SUZ2 12 | TRM1 12 | TRM2 11 | OKA1 12 | OKA2 12 | SUZ1 11 | SUZ2 11 | AUT1 12 | AUT2 Ret | AUT3 11 | FSW1 12 | FSW2 11 | SEN1 8 | SEN2 11 | SEN3 9 | TRM1 9 | TRM2 9 | 12位 | 10       |
| 2011年 | HANASHIMA RACING   | トヨタ   | N      | SUZ1 11 | SUZ2 12 | FSW1 14 | FSW2 14 | FSW3 14 | FSW1 13 | FSW2 11 | TRM1 12 | TRM2 13 | OKA1    | OKA2    | SUZ1     | SUZ2    | SUG1    | SUG2    | SUG3   |         |        |        |        | 8位  | 2        |

### FIA 世界耐久選手権
| 年        | チーム    | 使用車両            | クラス   | 1     | 2     | 3     | 4       | 5     | 6     | 7     | 8     | ランク | ポイント |
| --------- | --------- | ------------------- | -------- | ----- | ----- | ----- | ------- | ----- | ----- | ----- | ----- | ------ | -------- |
| 2018-19年 | MR Racing | フェラーリ・488 GTE | LMGTE Am | SPA 5 | LMS 5 | SIL 7 | FSW Ret | SHA 6 | SEB 5 | SPA 8 | LMS 5 | 9位    | 71       |

### ル・マン24時間レース
| 年     | チーム       | コ・ドライバー                         | 車両                | クラス | 周回 | 順位 | クラス 順位 |
| ------ | ------------ | -------------------------------------- | ------------------- | ------ | ---- | ---- | ----------- |
| 2018年 | MRレーシング | オリビエ・ベレッタ エディ・チーバー3世 | フェラーリ・488 GTE | GTE Am | 324  | 38位 | 9位         |

## 医師
本業は、医療法人社団及び社会福祉法人甲有会の運営（理事長）で、自らも医師であり、高齢者医療（内科系）を専門としている。2016年に医療法人社団甲有会を売却。なお、引き続き社会福祉法人甲有会の運営には携わっている。